# Arkas Spor Kulübü 2018-2019 (pallavolo maschile)
Questa voce raccoglie le informazioni riguardanti l'Arkas Spor Kulübü nelle competizioni ufficiali della stagione 2018-2019.

## Organigramma societario
Area direttiva
- Presidente: Lucien Arkas

Area tecnica
- Allenatore: Glenn Hoag
- Secondo allenatore: Tilen Kozamernik
- Assistente allenatore: Atilla Öztire
- Scoutman: Jorge Rodríguez

## Rosa
| N° | Nome             | Ruolo | Data di nascita  | Nazionalità sportiva |
| -- | ---------------- | ----- | ---------------- | -------------------- |
| 4  | Mirza Lagumdžija | S     | 18 maggio 2001   | Turchia              |
| 5  | Marko Matić      | C     | 22 maggio 1995   | Turchia              |
| 7  | Murilo Radke     | P     | 31 gennaio 1989  | Brasile              |
| 8  | Burak Çevik      | S     | 14 febbraio 1997 | Turchia              |
| 9  | Robert Täht      | S     | 15 agosto 1993   | Estonia              |
| 10 | Mustafa Koç      | C     | 23 febbraio 1992 | Turchia              |
| 11 | Yiğit Gülmezoğlu | S     | 28 dicembre 1995 | Turchia              |
| 12 | Adis Lagumdžija  | O     | 19 marzo 1999    | Turchia              |
| 13 | João Paulo Bravo | S     | 7 gennaio 1979   | Brasile              |
| 14 | Hasan Sıkar      | C     | 18 maggio 1991   | Turchia              |
| 15 | Caner Ergül      | L     | 31 luglio 1994   | Turchia              |
| 16 | Burak Mert       | L     | 23 ottobre 1990  | Turchia              |
| 18 | Muhammet Kaya    | P     | 7 febbraio 1995  | Turchia              |
| 20 | Mustafa Cengiz   | C     | 29 maggio 1998   | Turchia              |

## Statistiche

### Statistiche di squadra
| Competizione     | Punti | In casa | In casa | In casa | In trasferta | In trasferta | In trasferta | Totale | Totale | Totale |
| Competizione     | Punti | G       | V       | P       | G            | V            | P            | G      | V      | P      |
| ---------------- | ----- | ------- | ------- | ------- | ------------ | ------------ | ------------ | ------ | ------ | ------ |
| Efeler Ligi      | 48,4  | 16      | 13      | 3       | 15           | 8            | 7            | 31     | 21     | 10     |
| Coppa di Turchia | -     | 0       | 0       | 0       | 0            | 0            | 0            | 1      | 0      | 1      |
| Champions League | 1     | 3       | 0       | 3       | 3            | 0            | 3            | 6      | 0      | 6      |
| Totale           | -     | 19      | 13      | 6       | 18           | 8            | 10           | 38     | 21     | 17     |

G = partite giocate; V = partite vinte; P = partite perse

### Statistiche dei giocatori
| Giocatore     | Campionato | Campionato | Campionato | Campionato | Campionato | Coppa di Turchia | Coppa di Turchia | Coppa di Turchia | Coppa di Turchia | Coppa di Turchia | Champions League | Champions League | Champions League | Champions League | Champions League | Totale | Totale | Totale | Totale | Totale |
| Giocatore     | P          | PT         | AV         | MV         | BV         | P                | PT               | AV               | MV               | BV               | P                | PT               | AV               | MV               | BV               | P      | PT     | AV     | MV     | BV     |
| ------------- | ---------- | ---------- | ---------- | ---------- | ---------- | ---------------- | ---------------- | ---------------- | ---------------- | ---------------- | ---------------- | ---------------- | ---------------- | ---------------- | ---------------- | ------ | ------ | ------ | ------ | ------ |
| J.P. Bravo    | 23         | 61         | 49         | 6          | 6          | 1                | 0                | 0                | 0                | 0                | 6                | 21               | 18               | 3                | 0                | 30     | 82     | 67     | 9      | 6      |
| M. Cengiz     | 0          | 0          | 0          | 0          | 0          | 0                | 0                | 0                | 0                | 0                | 1                | 0                | 0                | 0                | 0                | 1      | 0      | 0      | 0      | 0      |
| B. Çevik      | 6          | 1          | 1          | 0          | 0          | 0                | 0                | 0                | 0                | 0                | 0                | 0                | 0                | 0                | 0                | 6      | 1      | 1      | 0      | 0      |
| C. Ergül      | 4          | 0          | 0          | 0          | 0          | 0                | 0                | 0                | 0                | 0                | 1                | 0                | 0                | 0                | 0                | 5      | 0      | 0      | 0      | 0      |
| Y. Gülmezoğlu | 31         | 343        | 271        | 48         | 24         | 1                | 16               | 15               | 1                | 0                | 6                | 40               | 35               | 3                | 2                | 38     | 399    | 321    | 52     | 26     |
| M. Kaya       | 19         | 9          | 3          | 1          | 5          | 1                | 0                | 0                | 0                | 0                | 3                | 1                | 0                | 0                | 1                | 23     | 10     | 3      | 1      | 6      |
| M. Koç        | 30         | 230        | 161        | 53         | 16         | 1                | 4                | 2                | 2                | 0                | 5                | 23               | 17               | 5                | 1                | 36     | 257    | 180    | 60     | 17     |
| A. Lagumdžija | 31         | 617        | 509        | 66         | 42         | 1                | 26               | 24               | 1                | 1                | 5                | 69               | 59               | 4                | 6                | 37     | 712    | 592    | 71     | 49     |
| M. Lagumdžija | 0          | 0          | 0          | 0          | 0          | 0                | 0                | 0                | 0                | 0                | 0                | 0                | 0                | 0                | 0                | 0      | 0      | 0      | 0      | 0      |
| M. Matić      | 27         | 237        | 164        | 57         | 16         | 1                | 11               | 6                | 5                | 0                | 5                | 40               | 31               | 7                | 2                | 33     | 288    | 201    | 69     | 18     |
| B. Mert       | 31         | 0          | 0          | 0          | 0          | 1                | 0                | 0                | 0                | 0                | 6                | 0                | 0                | 0                | 0                | 38     | 0      | 0      | 0      | 0      |
| M. Radke      | 31         | 68         | 14         | 36         | 18         | 1                | 3                | 0                | 2                | 1                | 6                | 14               | 3                | 7                | 4                | 38     | 85     | 17     | 45     | 23     |
| H. Sıkar      | 24         | 61         | 42         | 15         | 4          | 0                | 0                | 0                | 0                | 0                | 6                | 25               | 17               | 7                | 1                | 30     | 86     | 59     | 22     | 5      |
| R. Täht       | 30         | 448        | 369        | 33         | 46         | 1                | 12               | 9                | 1                | 2                | 6                | 90               | 75               | 7                | 8                | 37     | 550    | 453    | 41     | 56     |

P = presenze; PT = punti totali; AV = attacchi vincenti; MV = muri vincenti; BV = battute vincenti